# Запоток (Содражица)
Запоток (словен. Zapotok) је насељено место у општини Содражица, регија Југоисточна Словенија, Словенија.

## Историја
До територијалне реорганизације у Словенији био је у саставу старе општине Рибница.

## Становништво
У попису становништва из 2011. године, Запоток је имао 181 становника.
| Број становника према пописима | Број становника према пописима | Број становника према пописима |
| ------------------------------ | ------------------------------ | ------------------------------ |
| 1991                           | 2002                           | 2011                           |
| 201                            | 192                            | 181                            |

Напомена: Године 1952. настала спајањем насеља Велики Запоток и Мали Запоток, која су укинута.